# Bryonoguchia molkenboeri
Bryonoguchia molkenboeri là một loài Rêu trong họ Thuidiaceae. Loài này được (Sande Lac.) Z. Iwats. & Inoue mô tả khoa học đầu tiên năm 1970.